# 赤糖

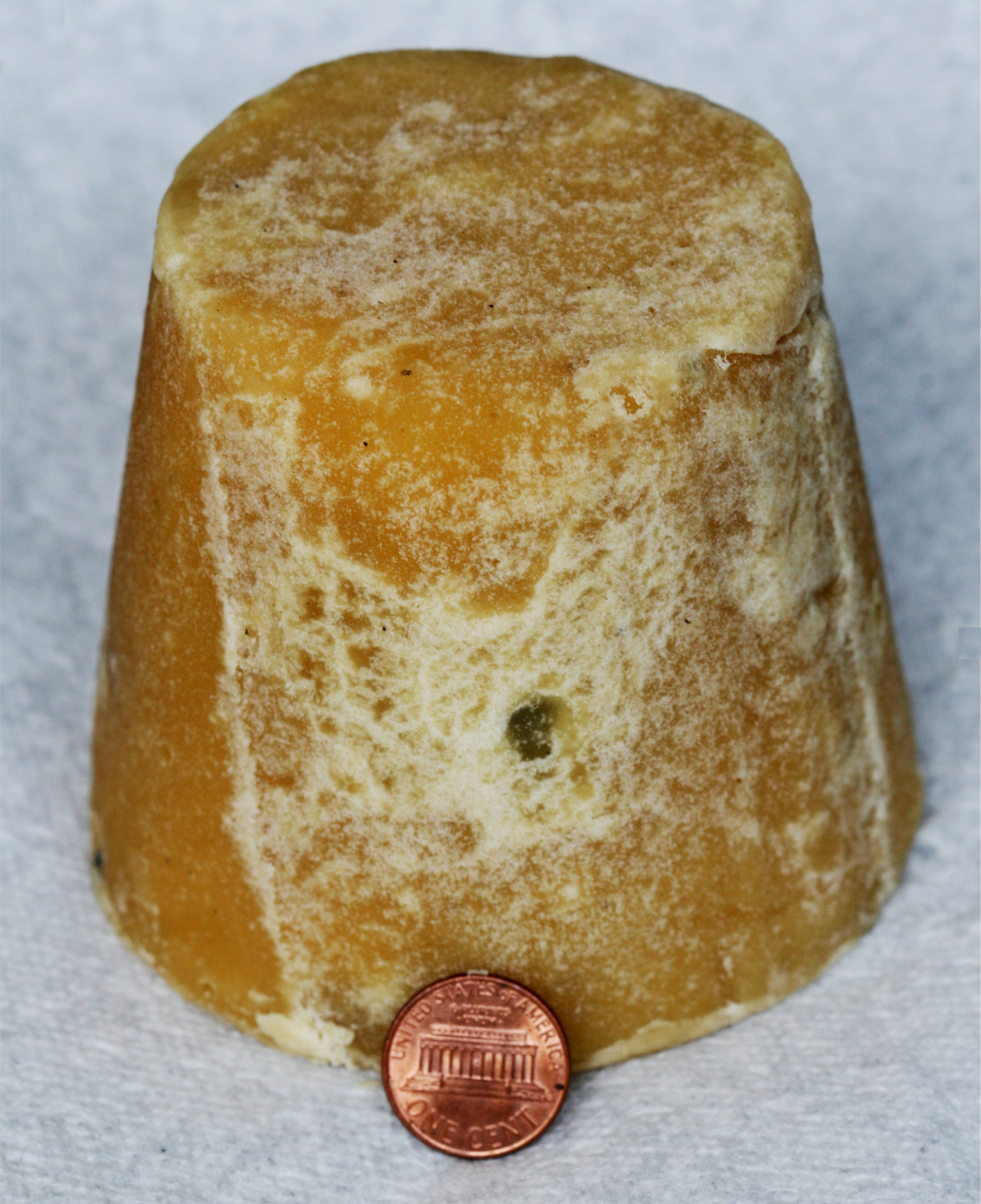
ジャガリーを固めたブロックと、アメリカの1セント硬貨

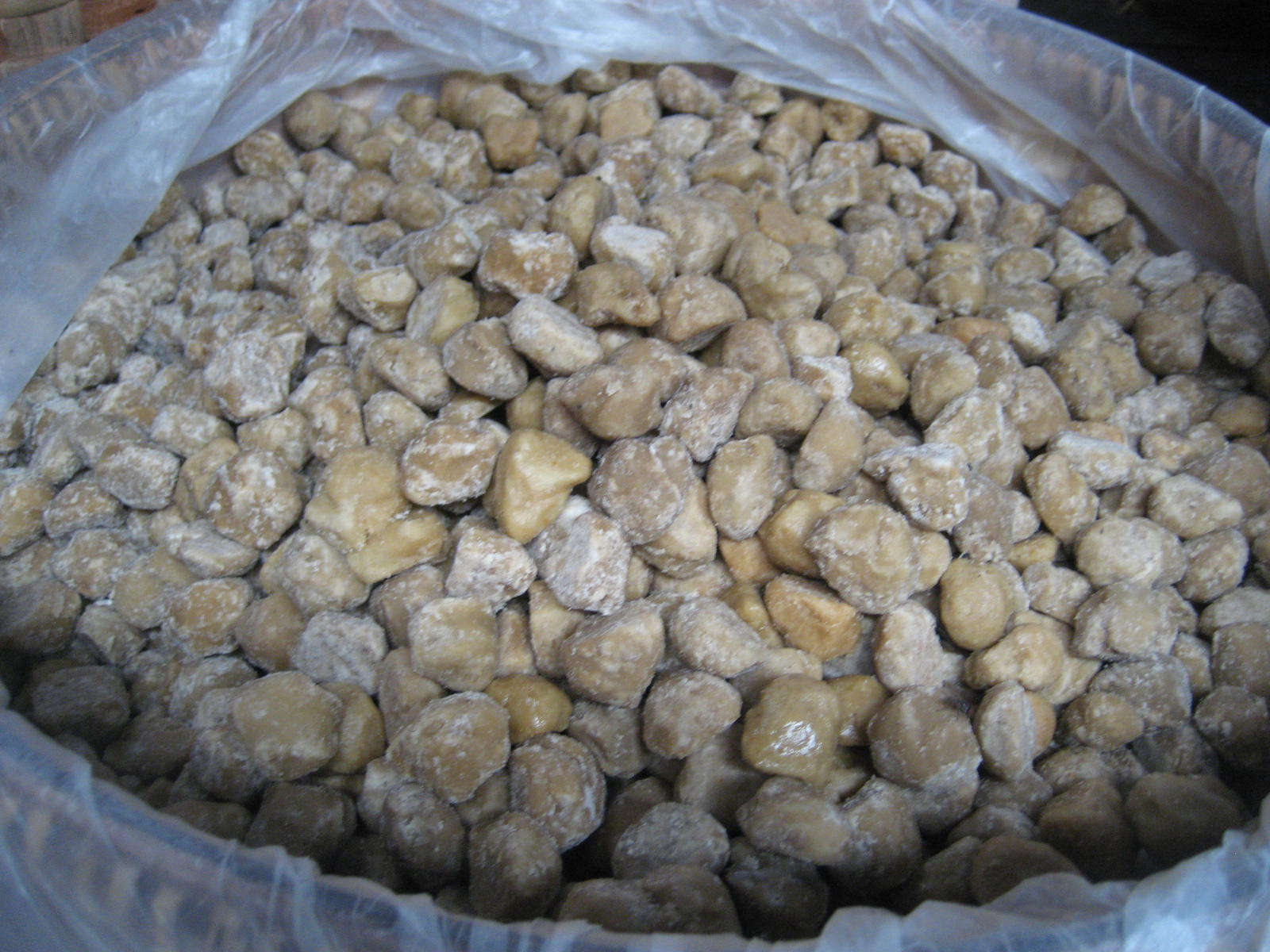
ミャンマーの都市マンダレーの市場で販売されているジャガリー

赤糖（あかとう）とは、砂糖の一種。赤褐色の塊を含む粗粉糖で、糖度が約80度の含蜜糖（がんみつとう）である。
中国ではサトウキビの搾汁を鍋で煮詰めた後に冷やして固めたものを石蜜と呼んでいた。
インドの一部の地域では（ヒンディー語: गुड़）と呼び、他にはテルグ語のベラム（テルグ語: బెల్లం）など様々な呼び名が存在する。
アメリカ合衆国などではジャガリー（英語: jaggery）と呼んでいる。

石蜜は主に台湾やフィリピンで生産される。

## 砂糖の分類上における赤糖の位置づけ
砂糖は製法の違いにより、含蜜糖と分蜜糖（ぶんみつとう）に分けることができる。このうち、含蜜糖とは糖蜜分を分けずに結晶砂糖と一緒に固めるものである。赤糖は黒砂糖と並び、含蜜糖に含まれる。

## 製法
原料糖（粗糖）や糖蜜などを配合し、夾雑物（きょうざつぶつ）を除去して煮沸による濃縮を行った後、焚き上げたものを木製の桶の中でこねながら冷却して結晶化させ、固形または粉末状にする。

## 赤糖の特徴
上白糖やグラニュー糖などの精製糖と比較して精製を抑えており、サトウキビの味と独特の甘味を残している。一方、原材料である粗糖と糖蜜などの配合を調整することにより、成分や色調などをある程度は均一化できるため、規格化されている加工食品などにも広く使用され、かりんとうや黒パンなどの製菓製パンなどに昔から広く使われている。また黒糖とは違い、産地や原材料の種類などの組み合わせによってさまざまな特徴を出すことができる。

## 用途
- 黒棒
- かりんとう
- げたんは
- 黒みつ
- 酒類

## 歴史
日本に砂糖が伝来したのは754年（天平勝宝6年）のことであり、唐から鑑真が来朝したときの舶来品の中に「石蜜、蔗糖、蜂蜜、甘蔗」とある。唐代以前の砂糖と言われるものは、インドからもたらされた方法によって作られる「紅糖」といわれるものであったが、石蜜と基本的には同類である。石蜜と同類の「紅糖」がのちに日本に伝えられ、紅糖から赤糖に変化していった。

### 薬として扱われた歴史
『神農本草経』の蟲獸部上品にある石蜜は蜂蜜のことで、「心腹の邪気を払い、痛み止めと解毒の効果がある」などとしている。